# Ovaloparmena capensis
Ovaloparmena capensis là một loài bọ cánh cứng trong họ Cerambycidae.